# Percy Cayo
Percy Cayo Córdova (Lima, 6 de enero de 1937 - Lima, 15 de octubre de 2004) fue un historiador y docente universitario peruano. Notable investigador, se enfocó principalmente en la historia republicana del Perú, destacando sus contribuciones referentes a los conflictos del Perú con Chile y Ecuador.

## Biografía
Hijo de Manuel Enrique Cayo Murillo y María Córdova Melgar. Cursó su educación primaria en el Colegio Sagrados Corazones Recoleta (1944-1949) y la secundaria en el Colegio San Andrés (1950-1954). Luego ingresó a la Pontificia Universidad Católica del Perú (1955-1959), donde fue ayudante de cátedra (1956-1961). Se graduó de bachiller en Humanidades y de doctor en Historia (1974).
Fue profesor en la Escuela Normal Superior, el Colegio Franco-Peruano, la Escuela Militar, la Escuela de Oficiales de la Fuerza Aérea, el Centro de Instrucción de la Guardia Republicana y la Escuela Naval. Ejerció también la docencia en la Pontificia Universidad Católica del Perú (1975); la Universidad de Lima (1973-1983); y la Universidad del Pacífico (1974-), donde fue jefe del Departamento de Humanidades.
Fue invitado a dictar cursos de historia en la Universidad Hispanoamericana de Santa María de la Rábida (1966) y la Universidad de Sevilla (1980), ocasiones que aprovechó para investigar en los archivos españoles.
En 1996 integró una de las comisiones nombradas por el gobierno peruano para mantener conversaciones con el Ecuador, tras el conflicto bélico de 1995, labor que realizó hasta la firma de la Paz de Itamaraty del 28 de octubre de 1998.
Fue miembro del Instituto de Estudios Histórico-Marítimos del Perú (desde 1982), del Centro de Estudios Histórico-Militares del Perú (desde 1999), y de la Academia Peruana de la Historia (desde 1981), de la que fue secretario. En el exterior fue miembro de la Real Academia de la Historia (España), de la Academia Nacional de la Historia de Argentina y de la Academia Nacional de Historia de Ecuador.
Víctima de una penosa enfermedad, falleció en Lima, a la edad de 67 años. Fue sepultado en el cementerio Jardines de la Paz de La Molina.

## Premios y distinciones
- Orden Andrés Bello otorgada por el gobierno de Venezuela (1996)[1]
- Orden al Mérito Civil, otorgada por el gobierno de Bolivia (1997).[1]
- Orden al Mérito en el grado de Gran Cruz, otorgada por el gobierno de Perú (1997)[1]

## Publicaciones
- Biografía de Hipólito Unanue (1964), incluida en el tomo VII de la Biblioteca Hombres del Perú.
- Algunas reflexiones en torno al tratado de 1873 (1979)
- La Guerra con Chile (1980), incluida en el tomo VII de la Historia del Perú editada por Juan Mejía Baca.
- Las conferencias de la Lackawana (1980)
- El Ejército y la Marina en el Perú republicano, antes de la guerra con Chile (1983)
- El entorno internacional y la política exterior en el período de 1870-1876 (1993), como parte de la Historia marítima del Perú, Tomo IX, volumen 1.
- Las primeras relaciones internacionales Perú-Ecuador (1993)
- Biografías de Ramón Castilla (1994) y Francisco Bolognesi (1995) como parte de la Colección Forjadores del Perú.[1]
- Francisco Requena y los informes sobre Maynas (1993-1995)
- Perú y Ecuador: antecedentes de un largo conflicto (1995). Versión digital aquí
- El Proceso de conversaciones para la solución del diferendo peruano-ecuatoriano 1995-1998 (2000).
- El plebiscito imposible [de Tacna y Arica, 1926] (2000).[3]